# Maighelshütte
Die Maighelshütte (rätoromanisch Camona da Maighels) ist eine Berghütte der Sektion Piz Terri des Schweizer Alpen-Clubs (SAC) in der Gemeinde Tujetsch im Schweizer Kanton Graubünden. Sie liegt im Val Maighels, einem Seitental der Surselva, in der Gotthard-Gruppe auf 2313 m ü. M.
Die Hütte bietet 92 Schlafplätze in mehreren Zimmern und einem Massenlager.

## Geschichte
Die Schweizer Armee erstellte 1943 im Rahmen des Reduit am heutigen Hüttenstandort die Soldatenbaracke Cavradi West. 1946 übernahm die Sektion Piz Terri des SAC den zivilen Betrieb der in Maighelshütte umbenannten Baracke. 1968 verkaufte die Schweizerische Eidgenossenschaft die Hütte für 50 Franken an die Sektion Piz Terri. Im Sommer 1969 wurde eine 850 Meter lange Wasserleitung gebaut und mit dem Umbau der Maighelshütte begonnen. 1972 wurde ein Erweiterungsbau realisiert.

## Zugänge
- Vom Oberalppass in ca. 1½ Stunden.
- Von Tschamut in ca. 2½ Stunden (ab Alp Tschamut mit Stangen markierter Winterzugang).
- Von Andermatt via Unteralptal und Lolenpass in ca. 5½ Stunden.

## Benachbarte Hütten
- Zur Vermigelhütte über den Maighels- oder Lolenpass in ca. 2½ Stunden.
- Zur Cadlimohütte über den Bornengopass in ca. 3½ Stunden
- Zur Treschhütte via Oberalppass und Fellilücke in ca. 5 Stunden.
- Zur Badushütte (SAC Manegg) via Tomasee in ca. 1½ Stunden.

## Touren
Das Gebiet um die Hütte bietet vielfältige Möglichkeiten für Wanderungen, Alpin-, Kletter- und Biketouren (Oberalp- und Maighelspass) im Sommer und Skitouren im Winter:
- Pazolastock 2739 m ü. M., Badus (Six Madun) 2928 m ü. M., Piz Cavradi 2612 m ü. M., Piz Borel 2951 m ü. M., Piz Ravetsch 3007 m ü. M., Piz Alv 2768 m ü. M.,
- Maighelspass 2421 m ü. M., Lolenpass (Pass Tagliola) 2399 m ü. M., Bornengopass 2631 m ü. M.,
- Tomasee (Lai da Tuma) 2345 m ü. M. (Rheinquelle),
- Stauseen: Lai da Curnera, Lai da Nalps,
- Piogn Crap (Steinbrücke), Lai Urlaun,
- Maighelsgletscher.

Die Maighelshütte ist Etappenort der Route 17/18 auf der 38 Verbindungsrouten umfassenden Alpenkranzroute rund um den Kanton Uri.
In der Nähe der Hütte gibt es zwei Klettergärten und am Badus (2928 m ü. M.) eine gut gesicherte Kletterroute.

## Bilder

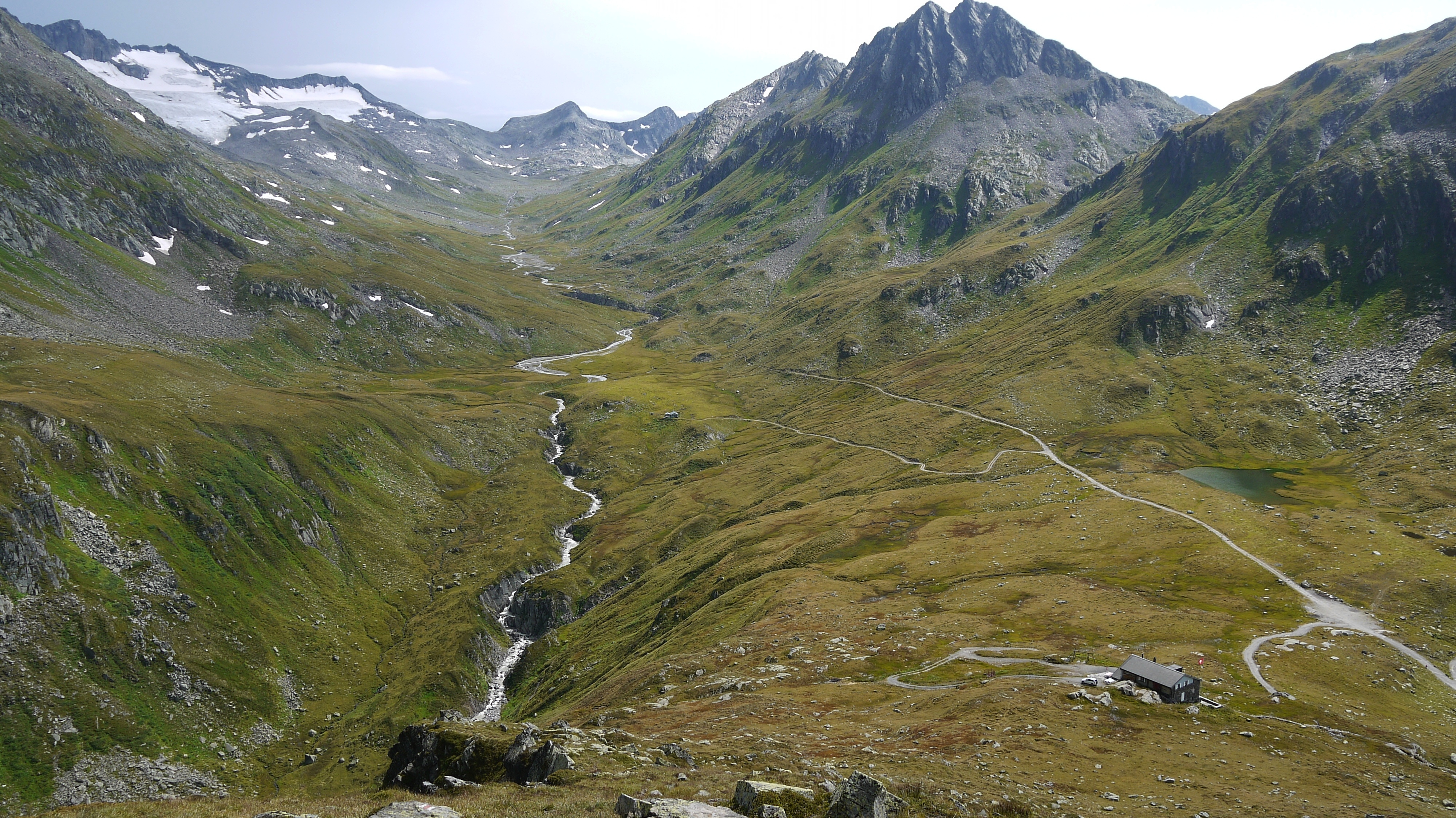
Maighelstal mit Hütte
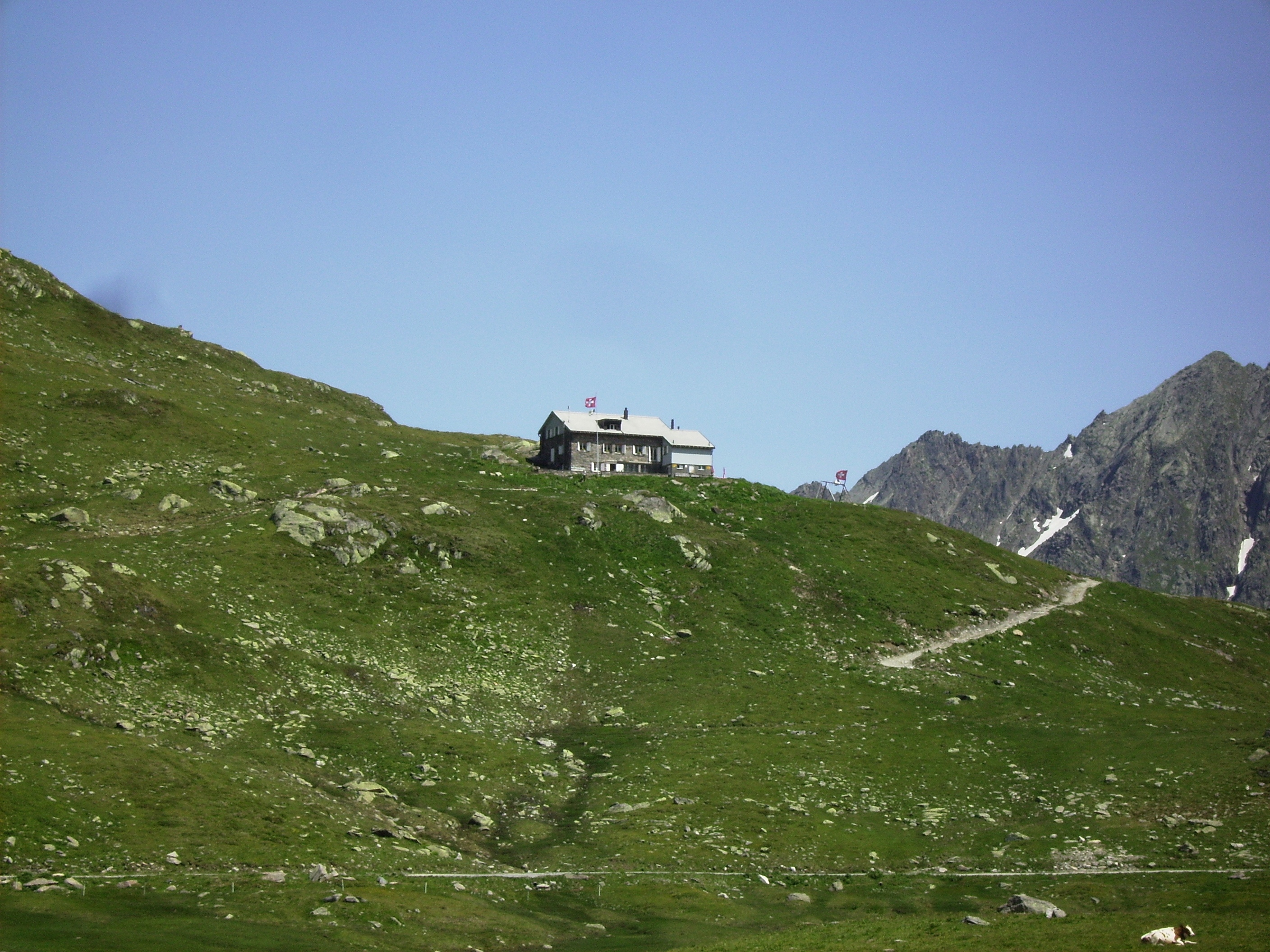
Hütte von Westen
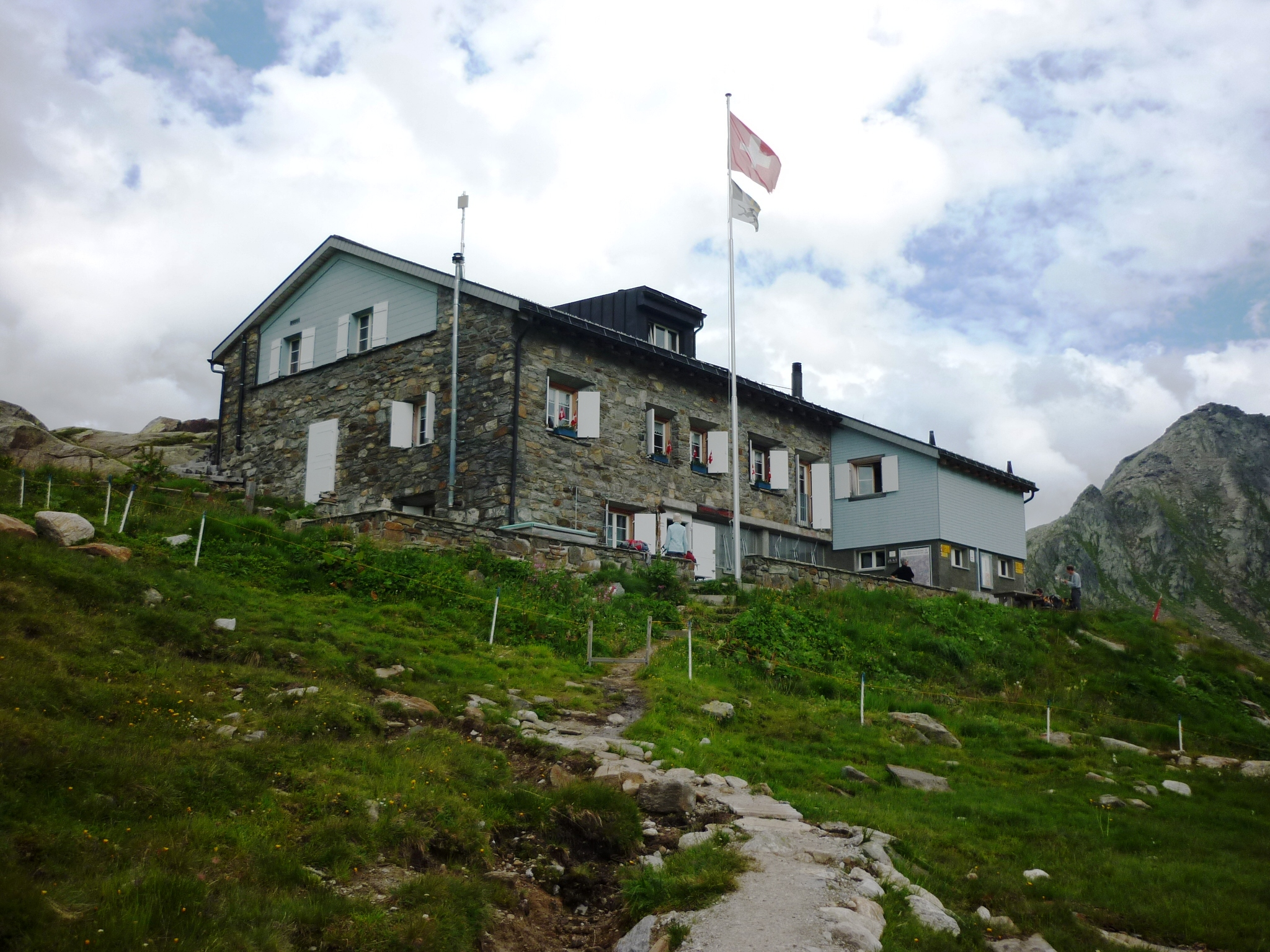
Hüttenweg
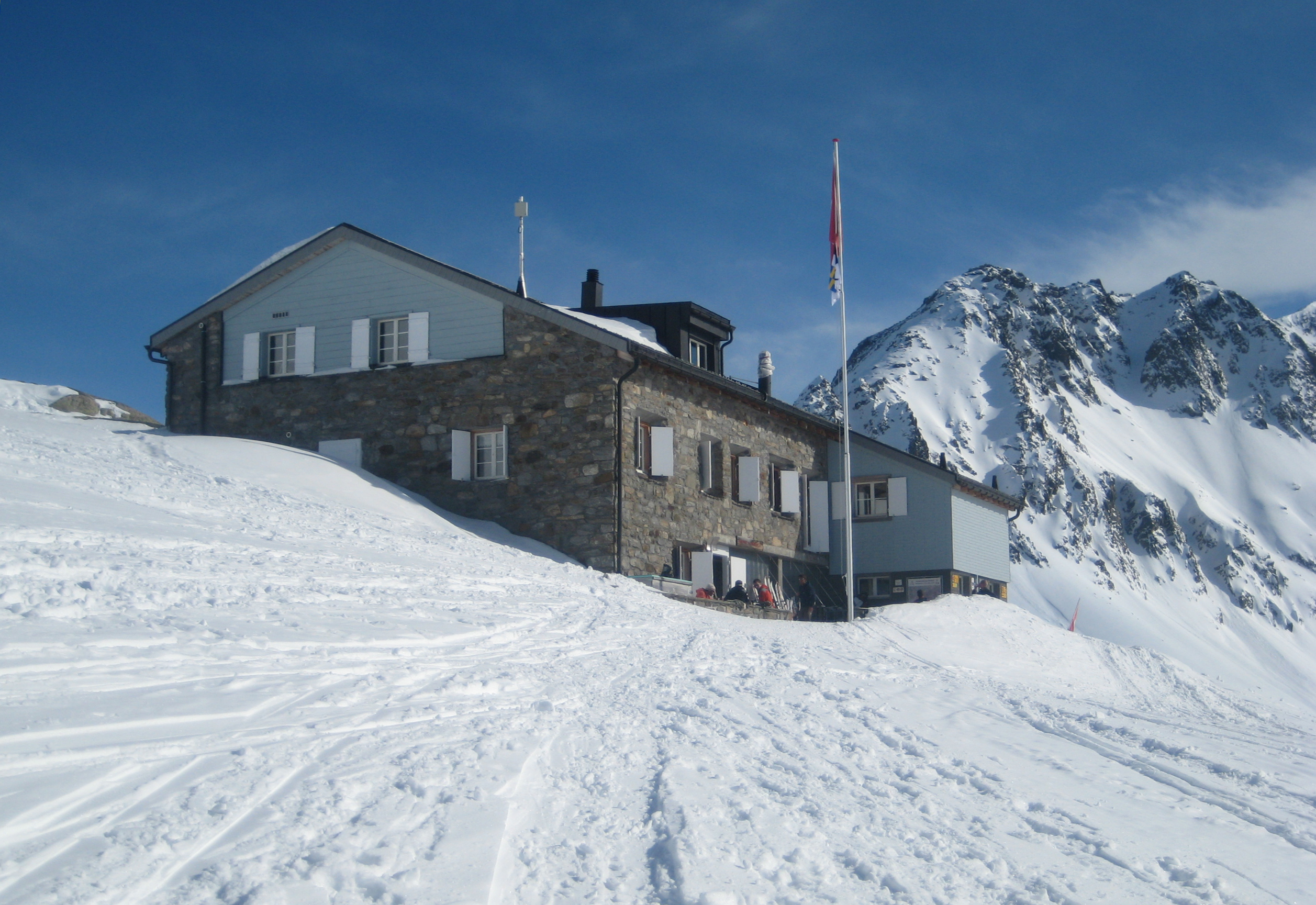
Im Winter

## Belege
1. 1 2  SwissTopo (Karten der Schweiz)